# Nathan Never
(Slogan del fumetto Nathan Never)
Nathan Never è una serie a fumetti di fantascienza incentrata sull'omonimo personaggio, ideata da Michele Medda, Antonio Serra e Bepi Vigna e pubblicata da giugno 1991 dalla Sergio Bonelli Editore, che mai prima aveva pubblicato fumetti di genere fantascientifico. La serie raggiunse da subito un ottimo successo, arrivando a vendere 300 000 copie mensili e mantenendosi, per oltre dieci anni, al di sopra di 180 000 copie medie mensili; nel 2016 le vendite si sono invece attestate a circa 30 000 copie mensili. Pubblicato ininterrottamente dagli esordi, ha raggiunto i quattrocento numeri ed è stato tradotto e venduto anche all'estero.

## Storia editoriale
Medda, Serra e Vigna - noti come "la banda dei sardi" o "il trio dei sardi" - collaboravano con la Bonelli già dal 1985 per la quale avevano scritto alcune storie di Martin Mystère e Dylan Dog quando, nel 1989, proposero alla casa editrice il progetto di un fumetto di fantascienza su cui stavano lavorando da alcuni anni. La realizzazione del fumetto venne approvata e la serie esordì in edicola nel giugno 1991. Il personaggio esordì poco tempo prima, ad aprile 1991, in un albo di 14 tavole a tiratura limitata intitolato Nathan Never - il Numero Zero, edito da Alessandro Distribuzioni; questa storia fu poi ripubblicata dalla Bonelli come allegato al n. 7 della serie regolare nel dicembre 1991. La serie è tuttora in corso di pubblicazione e nel 2024 ha raggiunto i 400 numeri. Oltre alla serie principale il personaggio è apparso su molte altre collane a fumetti. La grafica della testata venne realizzato da Luigi Corteggi, direttore artistico dell'editore nonché ideatore della grafica di molte altre testate a fumetti.

## Genesi del personaggio
Il personaggio di Nathan Never è ispirato a Rick Deckard, protagonista del film Blade Runner, e la serie stessa trova ispirazioni, oltre che nel cinema di fantascienza americano degli anni ottanta - Alien e Blade Runner soprattutto - anche nella letteratura cyberpunk, nelle opere di Isaac Asimov, nei manga e negli anime di fantascienza come Gundam e Patlabor, e nelle serie televisive di Star Trek. Inoltre nelle singole storie si trovano citazioni e omaggi a film, libri e fumetti. Inizialmente il nome scelto per il personaggio principale, e quindi per la testata, era Nathan Nemo ma venne cambiato, su suggerimento di Alfredo Castelli, in quanto ricordava a Sergio Bonelli una casa editrice fallita e la cosa non sembrava di buon auspicio; Nemo sarebbe comunque rimasto come nome in codice del protagonista in alcune storie, e come nome del suo clone nelle storie ambientate in futuri alternativi. La caratterizzazione grafica del personaggio venne affidata a Dante Bastianoni e a Claudio Castellini, e alla fine venne scelta quella proposta da quest'ultimo, che diverrà anche il disegnatore delle copertine fino al n. 59 quando venne sostituito da Roberto De Angelis fino al n. 249 e poi da Sergio Giardo.

## Disegnatori
Le storie di Nathan Never sono state realizzate da numerosi autori tra i quali, oltre ai realizzatori delle copertine Claudio Castellini, Roberto De Angelis e Sergio Giardo, abbiamo i seguenti: Mario Alberti, Andrea Artusi, Mario Atzori, Giuseppe Barbati, Dante Bastianoni, Francesco Bastianoni, Carlo Bellagamba, Max Bertolini, Germano Bonazzi, Andrea Bormida, Ivan Calcaterra, Andrea Cascioli, Stefano Casini, Onofrio Catacchio, Leone Cimpellin, Silvia Corbetta, Gianmauro Cozzi, Mariano De Biase, Stefano Santoro, Simona Denna, Paolo Di Clemente, Nando e Denisio Esposito, Maurizio Gradin, Fabio Jacomelli, Mario Jannì, Luca Casalanguida, Patrizia Mandanici, Nicola Mari, Stefano Martino, Guido Masala, Sergio Masperi, Ernestino Michelazzo, Andrea Mutti, Giancarlo Olivares, Oskar, Davide Perconti, Giacomo Pueroni, Matteo Resinanti, Pino Rinaldi, Francesco Rizzato, Valentina Romeo, Mario Rossi, Gigi Simeoni, Romeo Toffanetti, Gino Vercelli, Roberto Zaghi.

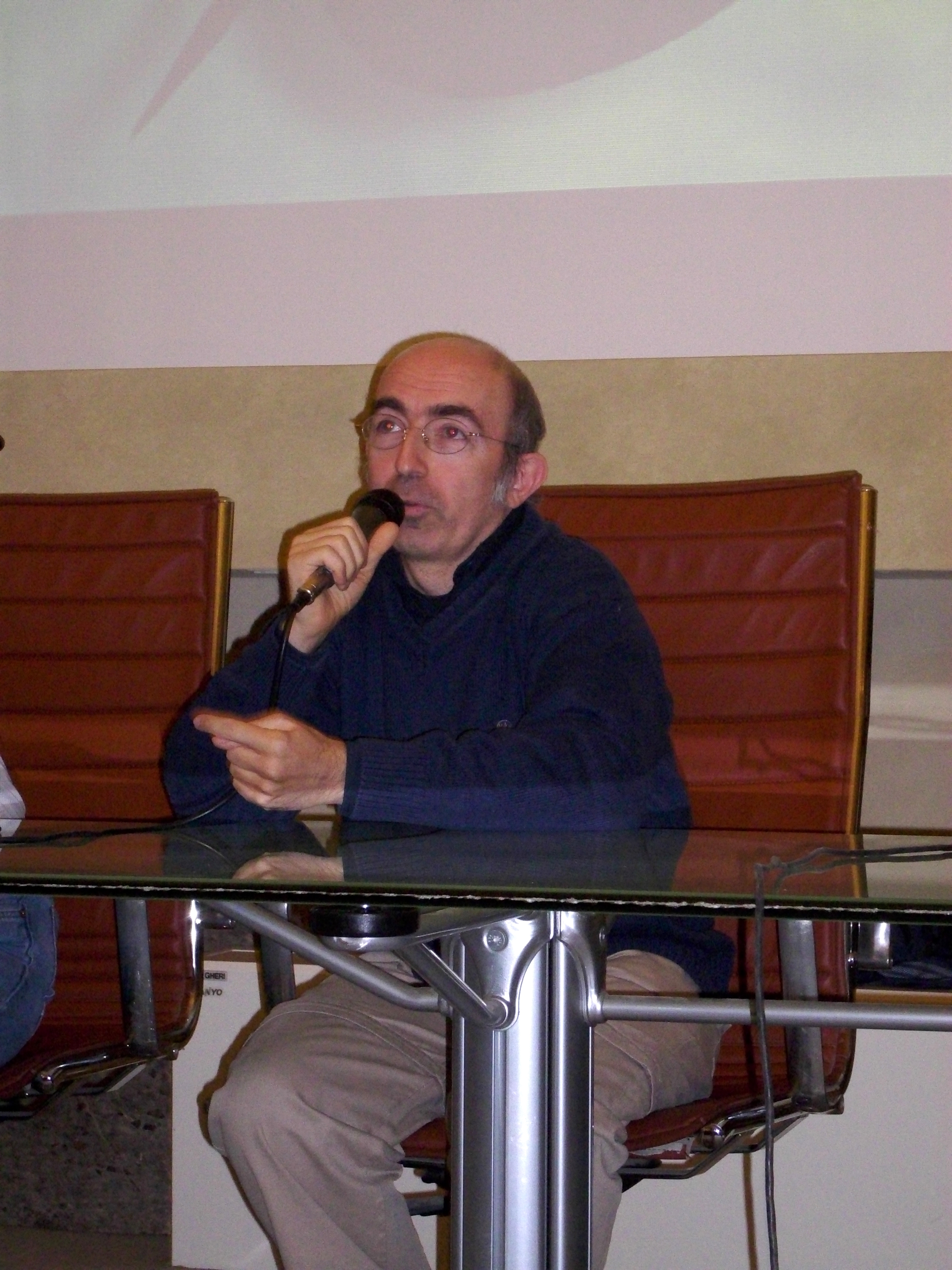
Antonio Serra a Lucca Comics & Games 2009.

## Trama
Le avventure di Nathan Never sono ambientate in un futuro non molto lontano, in un mondo sconvolto dalle terribili catastrofi del 2024, e raccontano le vicende di un detective che lavora per l'Agenzia Alfa, una delle tante agenzie private di investigazioni che si sono affiancate alla polizia nella lotta al crimine. Parte del genere umano si è trasferito su stazioni orbitanti in grado di produrre quanto serve anche alla Terra, e che per questo reclamano un'indipendenza che la Terra non vuole concedere, arrivando così a una guerra con le stazioni orbitanti. Nathan Never vive in una megalopoli indicata come Città Est sulla costa orientale degli Stati Uniti circa un secolo dopo la grande catastrofe. Il mondo è fortemente inquinato e la società è dominata dalla tecnologia e dai mass media. Nathan Never, in qualità di agente speciale, è al centro di trame poliziesche classiche in uno scenario alla Blade Runner dove il protagonista non è un eroe tradizionale ma «forse è solo un essere umano in un mondo sempre meno umano» come definito dagli stessi autori. La sua vita è stata funestata da una tragedia personale, causata da un criminale che uccise sua moglie Laura e rapì la figlia Ann, che a seguito del trauma divenne autistica.
Altri personaggi ricorrenti della serie sono il genio dei computer polacco Sigmund Baginov, la prima agente Alfa Legs Weaver e il capo dell'agenzia Edward Reiser, ma col tempo verranno aggiunti altri personaggi creando un universo complesso e coerente che si svilupperà su più testate. Durante i primi numeri della testata vengono delineati i personaggi più importanti e viene definito l'universo narrativo, oltre a fare la loro apparizione nemici che ritorneranno varie volte, come Aristotele Skotos e suo figlio Kal, Raven, la Fratellanza Ombra, i tecnodroidi e Athos Than. Il primo numero della serie, "Agente Speciale Alfa", introduce il tema degli androidi e delle tre leggi della robotica, tratte dalle saghe robotiche di Isaac Asimov.
La novità maggiore portata dalla serie all'interno della produzione bonelliana è la continuità narrativa, che fino ad allora si limitava a ricordare eventi raccontati in albi precedenti. Con Nathan Never gli autori impostarono l'intera serie come un insieme coerente di albi in cui gli eventi narrati in un albo vanno a modificare l'intero universo narrativo e le conseguenze sono narrate negli episodi successivi come in alcune produzioni a fumetti estere. L'evoluzione della storia sviluppata nei primi anni della serie (la saga degli ultra sapiens) era già stata definita prima dell'esordio nelle edicole. Tale caratteristica è rimasta nella serie.

### Il restyling del numero 100
Dopo il n. 100, la serie subisce un pesante restyling progettato degli stessi creatori, che hanno coinvolto nella stesura delle storie uno staff di sceneggiatori di cui hanno fatto parte Stefano Vietti, Alberto Ostini e Stefano Piani. La ristrutturazione inizia con una serie di albi che compongono la saga Alfa, nella quale si sostituisce Reiser con Solomon Darver, vengono introdotti alcuni nuovi agenti, viene eliminato il vecchio nemico Aristotele Skotos e se ne introduce un nuovo, Mister Alfa. A concludere questo rimaneggiamento vi è una lunga serie di storie dedicata alla guerra tra la Terra e le stazioni orbitanti (tema anticipato fin dai primi numeri della serie), che termina con una tragedia finale che trasforma la città sede delle avventure in uno scenario post-apocalittico, un luogo oscuro e pieno di disperazione simile a quella dei primi numeri. Durante la narrazione della guerra sono anche stati eliminati alcuni comprimari, in attesa di inserirne di nuovi, in quello che è apparentemente un nuovo inizio per la serie. Nel numero 162, Dopo l'apocalisse, la narrazione riprende con uno stacco di tre anni dalla fine della guerra.

## Sotto-trame
All'interno della continuità narrativa della serie possono essere identificate delle sotto-trame che si rifanno a uno o più nemici del protagonista che a volte possono anche sovrapporsi. Un esempio si trova quando la strada di Aristotele Skotos si intreccia a quello della Fratellanza Ombra oppure quando la trama relativa a Mister Alfa si intreccia a quello della "Creatura" e dei "Venerabili". Ci sono poi albi auto-conclusivi che contengono storie non direttamente legate alla continuità narrativa e capita quindi che dopo eventi di portata mondiale come il salvataggio della Terra (vedi Il distruttore di Mondi) o la fine della guerra con le colonie spaziali Nathan Never si ritrovi a indagare su casi minori di ordinaria amministrazione come uno spacciatore di droga o una persona scomparsa.
Alcune di queste sotto trame sono le seguenti:
- Gli androidi: il tema della libertà e della personalità degli androidi fa capolino diverse volte in diversi numeri della serie. Già dal primo numero con l'androide C09 viene posta la questione delle tre leggi della robotica che impediscono ai robot di recare danno agli esseri umani ma negano loro una qualunque autonomia e quindi una personalità. Sia C09 che un robot che comparirà in seguito di nome Link ottengono la cancellazione delle leggi impresse al loro interno e sviluppando così personalità vere e proprie.
- La Fratellanza Ombra: è un'associazione formata da esseri umani il cui corpo è posseduto da anime aliene che passano da contenitori biologici simili alle uova di Alien ai corpi umani dei quali prendono possesso cancellando ogni presenza del proprietario originale. In realtà queste anime aliene sono le essenze vitali di uomini del futuro definiti Ultra Sapiens più evoluti degli attuali esseri umani e con sei dita per mano che abitavano una città spaziale che devono abbandonare a causa della formazione di un'anomalia spazio-temporale proprio all'interno del generatore della città stessa. Per salvarsi devono trasfondere le loro essenze dentro dei contenitori che andranno ad assemblare un'astronave biologica che sarà inviata verso la Terra. L'anomalia spazio-temporale la proietta però nel passato all'epoca di Nathan Never. Lo scopo della Fratellanza Ombra è quello di mescolarsi agli esseri umani ma una fazione della fratellanza Ombra preferirebbe dominare gli esseri umani non Ultra Sapiens. Questo scatenerà una lotta intestina che si risolverà a favore della fazione contraria all'assoggettamento degli uomini. Spesso antagonista di Nathan Never nel corso di numerosi albi viene infine aiutata da quest'ultimo e, nel n. 99, Ann, la figlia di Nathan, guarisce grazie all'aiuto di Gabriel e insieme a lui parte per lo spazio con la fratellanza.
- I venerabili: razza di rettili bipedi che ha abitato la terra prima che gli uomini si evolvessero e che raggiunse una fiorente civiltà che dominava la terra al tempo dei dinosauri ma venne distrutta da una devastante guerra che causò la scomparsa della razza. Pochi superstiti sono sopravvissuti in una specie di ibernazione e per sopravvivere necessitano di assorbire energia dagli uomini fino a causarne la morte. Una setta umana li aiuta con un apparato che può assorbire l'energia dai moribondi negli ospedali. l'Agenzia Alfa si allea con i Venerabili per fronteggiare "Il distruttore di mondi" (vedi albo relativo) che si sta avvicinando alla Terra per distruggerla. Grazie al sacrificio dei componenti maschi della setta Nathan Never e compagni sconfiggono il nemico che si rivelerà essere un venerabile mutato. Questa razza è stata introdotta anche in Martin Mystère da Stefano Vietti, sceneggiatore di entrambe le testate, dove si scopre che non tutti i Venerabili in ibernazione sono a conoscenza del patto stretto con gli umani.
- La Creatura: un'anomalia spazio-temporale vicino a Giove è studiata da astronavi terrestri. In realtà la "stringa di energia" è un wormhole da cui era precedentemente emersa un'astronave con a bordo una creatura aliena sopravvissuta a una guerra dall'altra parte della stringa. L'alieno, dopo che all'interno del wormhole precipita l'asteroide Argo, sfrutta le sue conoscenze scientifiche per far collassare la stringa di energia impedendo così che i suoi nemici dall'altra parte riescano ad inseguirlo. L'astronave è soccorsa dall'esercito che salva l'alieno chiamato la "Creatura" che stringe un accordo con settori deviati dell'esercito e con i Pretoriani. Il vero scopo della creatura è quello di prendere il potere sulla Terra e ricostruire la sua razza e pertanto inizia a riprodursi depositando centinaia di uova. Ma un ufficiale dell'esercito si pente dell'accordo con la Creatura e avverte l'Agenzia Alfa che distrugge le uova senza riuscire a catturare la Creatura. In seguito, durante un trasferimento segreto verso Marte l'astronave che trasporta la Creatura viene attaccata e distrutta. Da questa saga nasce lo spin-off che prende il nome di Asteroide Argo.
- L'Uomo Quantico: William Campbell è un uomo d'affari che per sfuggire alla malattia che potrebbe ucciderlo finanzia una ricerca che apre un portale nel Multiverso in modo da catturare e integrare una sua versione sana per poter guarire. Un'esplosione causata da un attacco di commando dell'Agenzia Alfa impegnata in altra missione fa collassare il portale e tutte le infinite copie dell'uomo si concentrano così in un unico corpo: l'uomo quantico. Il suo corpo vibra sulle frequenze di tutti gli universi paralleli e questo gli permette di essere in qualunque universo voglia visitare: può prendere oggetti da un altro universo aprendo, può leggere nella mente delle persone, il suo corpo non può essere distrutto. Sfruttando queste capacità prende il controllo della multinazionale farmaceutica per cui lavora e arriva attraverso società controllate a controllare oltre il 90% del mercato farmaceutico mondiale. Entra in conflitto con l'Agenzia Alfa in quanto costringe i suoi agenti a svolgere alcune missioni per suo conto. Un sottoposto dell'Uomo Quantico, insofferente al pesante controllo a cui deve sottostare, tramite un macchinario trasferisce in sé i nanoidi di un tecnopate che ha fatto rapire acquisendone i poteri per sfuggire al controllo mentale dell'Uomo Quantico e sembra aver successo. Infine l'Uomo Quantico si sacrifica per salvare il mondo dalla minaccia di Omega, diabolica creatura cybernatica creata inavvertiatamente da Sigmund Baginov.
- I Tecnopati: una gigantesca onda elettromagnetica generata dalla caduta della Stazione Urania (nel numero 161) genera un'alterazione genetica in giovani uomini e donne che in quel momento erano connessi ad apparecchiature elettroniche rendendoli in grado di produrre i microsomi (particelle organiche a base di silicio) con i quali sono in grado di controllare qualunque apparato elettrico. Questi giovani radunano intorno a loro delle bande giovanili che si danno battaglia per il controllo del territorio metropolitano e a volte sono coinvolte in scontri e/o alleanze con Nathan Never. La maggior parte di quelli che abitavano la Città Est moriranno durante la guerra dei Mondi.

## Saghe
Le saghe sono costituite da albi in successione (in genere sei albi) che portano a termine filoni narrativi iniziati nei corsi dei vari albi precedenti. Loro peculiarità (a partire dalla saga Alfa) è quella di modificare strutturalmente l'ambientazione della serie.
- Saga di Atlantide: la prima saga di Nathan Never vede il ritorno sulla Terra del nucleo centrale del perduto continente di Atlantide che tenterà di conquistare il controllo del pianeta. La saga si svolge su diverse ambientazioni tra cui le basi sottomarine, il Giappone, il cyberspazio, la Luna oltre che Atlantide stessa. Nella parte conclusiva della saga interviene il Martin Mystère robotico del futuro. Nel corso della saga vengono introdotti due futuri agenti Alfa: l'agente Luke Sanders (ai tempi militare) e il mutato Branko, ai tempi terrorista.
- Saga Alfa: gli agenti Alfa scoprono di essere in realtà burattini nelle mani di Mister Alfa, un uomo dai mezzi potentissimi che negli ultimi anni li ha spiati con l'aiuto di Edward Reiser e Sigmund Baginov. Decidono dunque di scendere nei sotterranei dell'agenzia che sono il regno di Mister Alfa ma non riusciranno a catturarlo. Alla fine Reiser muore in circostanze misteriose e Solomon Darver prende il suo posto: gli agenti Alfa sospettano che Solomon non sia altri che Reiser che ha inscenato la sua morte e ha cambiato il proprio aspetto fisico con interventi chirurgici per apparire più vecchio e più basso, allo scopo di riciclarsi nei panni di Solomon al comando dell'agenzia.

- La guerra con le stazioni orbitanti: lunga serie dedicata alla guerra tra la Terra e le stazioni orbitanti che termina con una tragedia finale che trasforma la città in cui si muove Nathan Never in uno scenario post apocalittico, un luogo oscuro e pieno di disperazione simile a quella dei primi numeri.

- La saga spazio-temporale: saga in sei numeri che si conclude con il nº200 e stravolge nuovamente la struttura narrativa della serie. La saga è divisa in due parti: nei primi tre numeri l'Agenzia Alfa si trova ad affrontare un misterioso portale dimensionale che collega il tempo di Nathan Never con gli anni cinquanta (forse di un universo parallelo). Nathan Never e gli altri Agenti si trovano a collaborare con il Dipartimento 51 nel tentativo di fermare un serial killer che colpisce nelle due differenti linee temporali. Alla fine del terzo numero, la stazione orbitante Urania crolla sulla Città, chiudendo definitivamente tutti i portali. Tra le macerie della città ormai distrutta Nathan Never affronta la sua nemesi, l'ex agente Alfa Andy Havilland, uccidendolo. Deus ex-machina, Luke Sanders, "sopravvissuto" sotto forma di spirito riporta in vita l'ex collega, par evitare a Nathan ulteriori futuri rimorsi. Alla fine della saga Luke sparisce lasciando Nathan in preda alla disperazione.

- Guerra dei mondi: Iniziata nel 2011, la saga ha rinnovato completamente la struttura narrativa del fumetto, si è conclusa con il n. 253 di giugno 2012.[14] Oggetto centrale è stata la guerra tra Marte e la Terra.Stefano Vietti e Giancarlo Olivares parlano della mini-saga della Guerra dei Mondi, all'incontro per i 20 anni della testata, svoltosi a Cesenatico nel settembre 2011

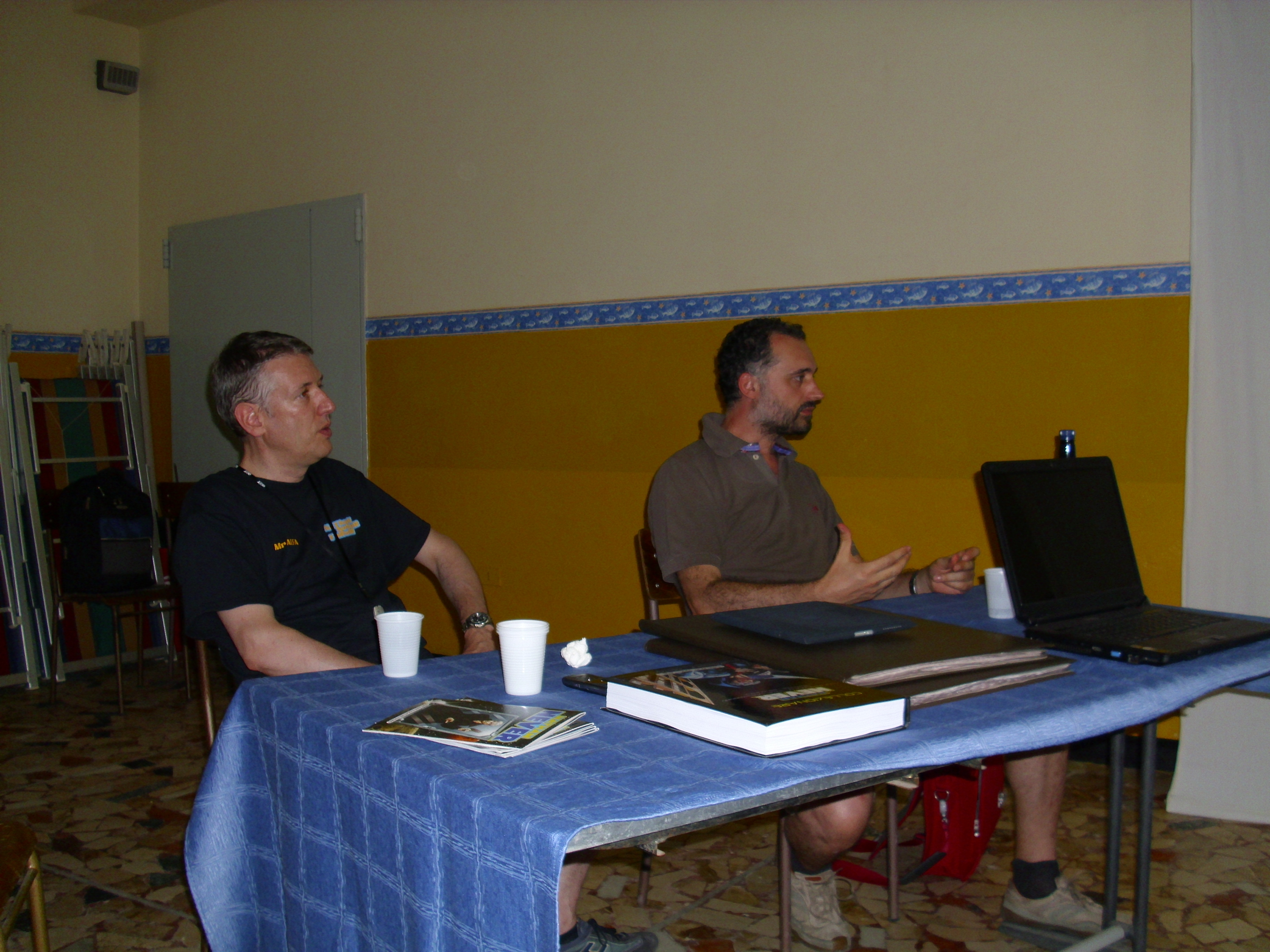
Stefano Vietti e Giancarlo Olivares parlano della mini-saga della Guerra dei Mondi, all'incontro per i 20 anni della testata, svoltosi a Cesenatico nel settembre 2011

- La saga di Nemo: saga sviluppata sui primi otto albi giganti (escluso il quarto) ambientata in un futuro remoto in cui i protagonisti delle avventure sono Ann Never detta Dakkar e il clone di Nathan Never detto Nemo.[18] I due fanno parte dell'esercito che affronta e sconfigge i Tecnodroidi che in questa linea temporale dominano la Terra. La saga ha stretti collegamenti con le vicende legate alla Fratellanza Ombra. I primi tre albi giganti di Nathan Never costituiscono una trilogia separata dalla serie principale e hanno come protagonista un clone del futuro di Nathan chiamato Nemo, impegnato in una dura guerra contro i tecnodroidi che vogliono sterminare l'umanità. Dal quinto albo gigante in poi la collana ha nuovamente Nemo come suo protagonista e quello di Nemo, dopo gli eventi del terzo albo gigante, è identificato come futuro alternativo dove si è giunti a una pacificazione con i Tecnodroidi e dove sono comparsi nuovi nemici dell'eroe. Il differente futuro della serie regolare attuale viene invece narrato nella serie Generazione Futuro di Agenzia Alfa e di Universo Alfa. La vicenda narrata nella Saga di Nemo è ispirata al romanzo di Jeff Sutton Sparate a vista su John Androki.[19]
- Intrigo internazionale: iniziata nel 2019, la saga vede Nathan Never licenziatosi dall'Agenzia Alfa a caccia di un pericoloso terrorista internazionale.

## Personaggi
Oltre a Nathan Never i personaggi di maggior rilievo presenti nella serie sono gli agenti dell'agenzia Alfa, alcuni comprimari esterni all'agenzia e i cattivi/nemici sui quali l'agenzia indaga. L'aspetto grafico degli attori principali della serie rimane stabile nel tempo e non si notano i segni dell'invecchiamento. In molte storie viene anche citata la data in cui queste sarebbero avvenute o viene indicato il trascorrere del tempo rispetto ad una storia precedente ma, nonostante questo, non si riscontra l'invecchiamento dei protagonisti, né gli stessi fanno riferimento alla loro età (al contrario di quanto avviene per esempio con Martin Mystère). Tra le poche eccezioni a questa regola vi sono Ann, la figlia autistica di Nathan, che subisce un'esplosiva e inspiegabile crescita fisica passando da bambina a donna adulta in pochi secondi (n. 99) e l'invecchiamento del senatore ed ex giudice Sawyer che passa da uomo circa cinquantenne a uomo anziano, smagrito e coi capelli bianchi a causa di una malattia del futuro nota come sindrome di Xavier Cook. Questa staticità dei personaggi rispetto allo scorrere del tempo si può spiegare tenendo presente le rivelazioni che Kranio, primo prototipo della stirpe dei mutati, fa nel n. 106 della serie (Il patto), dove Kranio stesso spiega la sua provenienza e ricorda a Baginov e Reiser che «Se oggi l'età media è aumentata del sessanta per cento rispetto al secolo scorso, e se un uomo di quaranta o cinquant'anni può avere ancora il fisico di un ragazzo, il merito è anche delle ricerche che sono state effettuate sulle mie cellule e sui miei tessuti.»
Agenzia Alfa
- Elania Elmore: ex direttore dell'Agenzia Alfa;
- Legs Weaver: prima agente assunta dall'agenzia;[16]
- Sigmund Baginov;
- May e April Frayn;
- Branko: uno degli ultimi mutati;
- Jack O’Ryan;
- Link: un robot;
- Al Goodman;
- Andy Havilland;
- Nicole Bayeux;
- Betty Hayworth;
- Luke Sanders;
- Walkyrie: Tanya, Erika e Monique;
- Gemelle Ross: Melody, Symphony e Harmony;
- Janine Spengler: seconda segretaria dell'agenzia;
- Edward Reiser: primo direttore dell'agenzia;
- Solomon Darver: secondo direttore dell'agenzia che sostituì Reiser;
- Mendoza: meccanico dell'Agenzia Alfa;
- Julius Hereschfeld: psicologo dell'Agenzia Alfa;
- Erika Tanner: nuova recluta che appare per la prima volta nel n.399 guadagnandosi la fiducia di Nathan Never.

Comprimari esterni all'agenzia Alfa
- Olivia Olling: avvocato;
- Hadija;
- Jerry Lone: pilota di Shuttle;
- Generale Patrick Shea;
- Gabriel: essere misterioso dagli enormi poteri psicocinetici;

Avversari
- Fratellanza Ombra;
- Athos Than: pazzo miliardario;
- Aristotele Skotos: a capo potente di una potente organizzazione, per tutti rispettato capo di una setta ma in realtà uomo al comando di un impero criminale;
- Mister Alfa: fondatore dell'Agenzia Alfa;
- Tecnodroidi: esseri nati dalla unione tra la carne e il metallo contro cui in un imprecisato futuro successivo al presente di Nathan Never, il suo clone col nome di battaglia di Nemo si troverà a combattere.

## Ambientazione

### La Città Est
La maggior parte delle avventure di Nathan Never si svolge nella cosiddetta Città Est, collocata presumibilmente nella zona dell'attuale New York, una delle due megalopoli presenti sul suolo americano assieme alla Città Ovest. La Città si sviluppa verticalmente su otto livelli dove, nei primi due abitano i reietti della società come i mutati mentre ai livelli superiori la popolazione sostanzialmente in funzione del reddito. Nel primo livello della Città ormai abbandonato dagli umani si trova la maggior concentrazione di mutati, esseri creati geneticamente in laboratorio per sopportare i lavori più pesanti, continuamente additati dalla società quali abomini «che non conoscono le buone maniere» e contro i quali si scatenano le più violente campagne di repressione. La Città verrà devastata dalla caduta della stazione orbitante Urania a seguito della guerra con le stazioni orbitanti e negli eventi narrati nella Saga della guerra dei mondi subirà ulteriori devastazioni per opera dei tripodi marziani inviati dal dittatore pretoriano Kos Aradan.

### Tropical City
Città in cui è presente una sede distaccata dell'Agenzia Alfa. Entra a far parte della serie durante la saga di Intrigo Internazionale ospitando diverse avventure. La nuova sede è oggi gestita dagli agenti Branko, May e dalla mutata Horatia. La stessa città torna protagonista anche durante la lunga saga dedicata a Skotos che si è sviluppata su nove albi.

### Hell's Island
Dopo essere stati costretti ad abbandonare il primo livello della Città da un'inondazione i mutati si trasferiscono su un'isola al largo della costa di fronte alla città nella quale strani esperimenti hanno provocato mostruose mutazioni agli abitanti. Qui i mutati cercano di organizzarsi ritagliandosi uno spazio in mezzo alla popolazione già insediata ma l'isola verrà totalmente cancellata da un'esplosione causata dai Tecnodroidi. Fra i pochi superstiti della specie si trovano Branko e sua figlia adottiva Kay. I Mutati sono una creazione di Mister Alfa (vedi albo La storia di Mister Alfa e Il segreto dei mutati).

### Il Territorio
È una fascia contaminata identificabile con la fascia meridionale degli attuali Stati Uniti e parte del Messico e nonostante sia dichiarata inabitabile è popolato da fuorilegge e altri soggetti che hanno pendenze con la legge. Vi si trovano rovine delle città abbandonate dopo la catastrofe del 2024 e viene usato come deposito di rifiuti tossici e radioattivi. Col tempo verrà colonizzato da agricoltori. Probabilmente a causa delle radiazioni si è evoluto il Centozampe, sorta di millepiedi gigante che vive sottoterra e che emerge in superficie travolgendo tutto ciò che trova sulla sua strada. Una mandria di centozampe è usata da Never per distruggere un accampamento di contrabbandieri che sfruttavano alcuni giacimenti petroliferi.

## Spin-off
- Legs Weaver: serie mensile che ha interrotto le pubblicazioni nell'ottobre del 2005.
- Legs e le Paladine: miniserie di 4 numeri con protagonista una giovane Legs in versione fantasy.
- Asteroide Argo: serie annuale ideata e curata interamente da Bepi Vigna che racconta le avventure di due agenti Alfa e dei loro compagni perdutisi nello spazio.
- Agenzia Alfa: serie incentrata sui vari comprimari della serie principale.
- Universo Alfa: serie semestrale che racconta le vicende degli agenti delle varie altre sezioni dell'Agenzia Alfa.

## Miniserie
- Anno Zero: miniserie in sei volumi a cura di Bepi Vigna che rivisita le origini di Nathan Never.
- Rinascita: miniserie in sei volumi a cura di Michele Medda e Germano Bonazzi che getta nuova luce sulle vicende che hanno segnato l’esordio di Nathan Never.
- Generazioni: miniserie in sei volumi a cura di Antonio Serra che ridisegna Nathan Never attraverso universi differenti.
- Deep Space: miniserie in tre volumi di Mirko Perniola ambientata cinque anni dopo la cosiddetta "Guerra dei Mondi".
- Missione Giove: miniserie in quattro volumi di Bepi Vigna in cui si svelano alcuni misteri del passato del mondo di Nathan Never e gli scopi di Mr Alfa.

## Crossover
Nathan Never condivide lo stesso universo narrativo con altri personaggi bonelliani: Zagor, Mister No, Martin Mystère, Dylan Dog, Dampyr, Dragonero oltre a Legs Weaver.
- Nell'universo di Nathan Never è comparso una copia robotica di Martin Mystère portata nel futuro grazie a Mr. Jinx, un nemico di Mystère. I due si incontrano per la prima volta in un albo speciale del 1996 e successivamente in un albo fuori serie del 2001 e nella serie regolare. Mr. Jinx è presente nelle storie di Natan Never grazie a un computer biologico che gli ha permesso di eseguire il backup della sua personalità per poi impiantarla in un altro corpo. Con questo meccanismo Mr. Jinx può vivere in eterno migrando da un corpo ad un altro.
- Nathan Never ha incontrato un discendente di Mister No proprietario della Drake Enterprises in una delle prime storie.[20] Nel catalogo Il Mondo Futuro - Il Futuro del Mondo (AICOS), ci sono due brevi storie che legano i personaggi: nella prima Mister No conosce il professor Never, antenato di Nathan mentre nell'altra l'agente Alfa incontra Mister No.

## Altri media

### Cinema
Nell'autunno del 1999 venne ripresa, sia dai media italiani che da quelli statunitensi, la notizia relativa all'acquisto da parte della DreamWorks SKG dei diritti per un possibile film di Nathan Never. L'operazione era di poco successiva alla distribuzione negli Stati Uniti di alcuni albi dei fumetti Bonelli da parte della Dark Horse Comics, tra cui sei storie di Nathan Never, che avevano ottenuto un buon riscontro di vendite. I diritti sarebbero stati acquisiti tramite la Platinum Studios, che allora aveva in progetto anche la realizzazione di un film su Dylan Dog, Dead of Night (messo effettivamente in produzione solo nel 2007 e distribuito nel 2010). La Platinum Studios, sul suo sito ufficiale, cita l'acquisto dei diritti per Nathan Never come avvenuto nel 1999 e quelli di Dylan Dog nel 1997. La cosa non ha avuto seguito, ma la Platinum Studios ancora nel 2004 e nel 2005 confermava la presenza di accordi con la Dreamworks per Nathan Never, nell'ambito di una serie di possibili film ispirati alle storie a fumetti da realizzare con diverse compagnie. Nel 2012, la Platinum Studios mostra, nella sezione fumetti (Comics), sottosezione dedicata ai Bonelli Comics, schede dedicate a Dylan Dog, Nathan Never, Legs Weaver e Agenzia Alfa. Nel 2017 la Sergio Bonelli Editore riacquista dai Platinum Studios i diritti commerciali audiovisivi e di merchandising di Nathan Never e Dylan Dog.
- Sinora l'unica versione in live action è costituita dal fan movie "Agent Never" (2015) di Vittorio Alfieri.[27]

### Giochi di ruolo
Nel 1994 edito dalla casa editrice Stratelibri venne pubblicato un supplemento al gioco di ruolo cartaceo Cyberpunk 2020 sul mondo del fumetto Nathan Never. Tale supplemento, appunto, permette di ambientare le proprie avventure nel mondo di Nathan Never, utilizzando le classi dei personaggi presenti nel fumetto.

### Videogiochi
- Nathan Never (1992): realizzato dalla Genias per Amiga, con incluso un albo inedito, Guerra alla Yakuza, scritto da Vigna, Medda e Genovesi, disegnato da Roberto De Angelis e copertina di Claudio Castellini.

### Parodie
- Nel fumetto Lupo Alberto troviamo una parodia di Nathan Never: i personaggi in questo caso hanno dei nomi storpiati ma riconoscibili: Tacchinund è Sigmund Baginov, Chicken Leg (non chiamatela Legs!) è Legs Weaver e così via. Inizialmente Lupo Alberto riceve una visita dal futuro ed è obbligato a sostituire il suo discendente perché questi è raffreddato. I successivi contatti avvengono oniricamente (quando Alberto si addormenta durante le noiosissime proiezioni in lingua originale di film minimalisti bulgari, cecoslovacchi o russi alle quali la fidanzata Marta lo obbliga ad assistere) oppure elettronicamente, quando Chicken Leg si connette al televisore di Marta e risucchia Alberto nel futuro per un'altra missione. Altre volte è la stessa Chicken Leg a tornare nel passato per svolgere una missione con l'aiuto di Alberto.
- Nella collana contenitore "Speciale Parodia" che pubblicava parodie di famosi personaggi dei fumetti vengono pubblicate due storie con protagonista il personaggio di Nathant Neuter, chiaramente parodia di Nathan Never:[28] "Agente speciale Vaffa"[29] e “La battaglia del cavolo - Nathant Neuter contro Lazaron Lord”.[28]

## Premi e riconoscimenti
- Mostra "Nathan Never a Taranto" (dal 28 al 30 dicembre 2014);[30]
- Mostra presso il Comicon di Napoli (22-23 aprile 2016).[4]